# Лонг-Айленд Нетс
Лонг-Айленд Нетс (англ. Long Island Nets) — американский профессиональный баскетбольный клуб, выступающий в Восточной конференции Атлантическом дивизионе Лиги развития НБА. Базируется в округе Нассо штата Нью-Йорк. «Нетс»  играет свои матчи на арене Нассау Колизеум. Лонг-Айленд Нетс стал 12 клубом лиги развития, которой напрямую принадлежит клубу НБА. 

## История
В июне 2015 года «Бруклин Нетс» сообщили, что хотят приобрести клуб в лиге развития. 5 ноября 2015 года «Бруклин» объявил, что они достигли соглашения о своей новой команде в лиге развития. Она будет называться «Лонг-Айленд Нетс», а свои домашние матчи будет проводит в Нассау Колизеум. В первом сезоне выступления «Лонг-Айленд Нетс» будут играть в Барклайс-центре на период ремонта Нассау Колизеум. 
24 марта 2016 года «Нетс» нанял Элтона Берда в качестве вице-президента по бизнес-операциям. 15 апреля 2016 года Рональд Норед был представлен главным тренером  «Лонг-Айленд Нетс». 12 ноября 2016 года «Лонг-Айленд» одержал первую победу в истории клуба над «Кантон Чардж». 17 июля 2018 года новым главным тренером «Лонг-Айленд Нетс» стал Уилл Уивер.
6 сентября 2019 года Шон Фейн был представлен новым главным тренером «Лонг-Айленд Нетс», а Мэтт Риккарди был назначен новым генеральным менеджером команды.
15 декабря 2020 года новым главным тренером «Лонг-Айленд Нетс» стал Брет Брайлмайер.
6 июля 2021 года Адам Капорн был представлен новым главным тренером «Лонг-Айленд Нетс».  
15 сентября 2022 года Ронни Баррелл был представлен новым главным тренером «Лонг-Айленд Нетс», а  Джон Роберт Холден  был назначен новым генеральным менеджером команды.
31 июля 2023 года новым главным тренером «Лонг-Айленд Нетс» стал Мфон Юдофиа.

## Статистика сезонов
| Лонг-Айленд Нетс          |                           |                           |     |     |      | |  |
| 2016/2017                 | Атлантический             | 5                         | 17  | 33  | .340 | Не квалифицировались в плей-офф |  |
| 2017/2018                 | Атлантический             | 3                         | 27  | 23  | .540 | Не квалифицировались в плей-офф |  |
| 2018/2019                 | Атлантический             | 1                         | 34  | 16  | .680 | Выиграли в полуфинале конференции Рэпторс 905 112–99 Выиграли в финале конференции Лейкленд Мэджик 108–106 Проиграли в финале лиги Рио-Гранде Вэллей Вайперс 1–2 |  |
| 2019/2020                 | Атлантический             | 4                         | 19  | 23  | .452 | Сезон аннулирован из-за пандемии COVID-19 |  |
| 2020/2021                 | —                         | 7                         | 8   | 10  | .467 | Не квалифицировались в плей-офф |  |
| 2021/2022                 | Восточный                 | 6                         | 18  | 15  | .545 | Проиграли в полуфинале конференции Делавэр Блю Коатс 116–133 |  |
| 2022/2023                 | Восточный                 | 1                         | 23  | 9   | .719 | Выиграли в полуфинале конференции Кливленд Чардж 111–107 Проиграли в финале конференции Делавэр Блю Коатс 94–108                                                 |  |
| Всего в регулярном сезоне | Всего в регулярном сезоне | Всего в регулярном сезоне | 145 | 127 | .533 | |  |
| Всего в плей-офф          | Всего в плей-офф          | Всего в плей-офф          | 4   | 4   | .500 | |  |

## Главные тренеры
| # | Главный тренер  | Срок       | Регулярный сезон | Регулярный сезон | Регулярный сезон | Регулярный сезон | Плей-офф | Плей-офф | Плей-офф | Плей-офф      |
| # | Главный тренер  | Срок       | И                | В                | П                | Процент побед    | И        | В        | П        | Процент побед |
| - | --------------- | ---------- | ---------------- | ---------------- | ---------------- | ---------------- | -------- | -------- | -------- | ------------- |
| 1 | Рональд Норед   | 2016–2018  | 100              | 44               | 56               | .440             | —        | —        | —        | —             |
| 2 | Уилл Уивер      | 2018–2019  | 50               | 34               | 16               | .680             | 5        | 3        | 2        | .600          |
| 3 | Шон Фейн        | 2019–2020  | 42               | 19               | 23               | .452             | —        | —        | —        | —             |
| 4 | Брет Брайлмайер | 2020–2021  | 15               | 7                | 8                | .467             | —        | —        | —        | —             |
| 5 | Адам Капорн     | 2021–2022  | 33               | 18               | 15               | .545             | 1        | 0        | 1        | .000          |
| 6 | Ронни Баррелл   | 2022–н. в. | 32               | 23               | 9                | .719             | 2        | 1        | 1        | .500          |

## Награды
| - Менеджер года Джи-лиги НБА - Траджан Лэнгдон (2019) - Тренер года Джи-лиги НБА - Уилл Уивер (2019) - Ронни Баррелл (2023) - Самый прогрессирующий игрок Джи-лиги НБА - Крейг Рэндалл (2022) | - Первая сборная звёзд Джи-лиги НБА - Алан Уильямс (2019) - Дэвид Дьюк (2023) - Вторая сборная звёзд Джи-лиги НБА - Тео Пинсон (2019) - Третья сборная звёзд Джи-лиги НБА - Джастин Андерсон (2020) - Крис Чиозза (2023) - Сборная новичков Джи-лиги НБА - Тео Пинсон (2019) |